# Neofiber alleni
La rata almizclada de Florida (Neofiber alleni) es una especie de roedor miomorfo de la familia Cricetidae. Es la única especie de su género y tribu.
Se encuentra únicamente en Estados Unidos y su área de distribución comprende los estados de Florida y el sur de Georgia.
Es en cuanto a tamaño ligeramente menor que la rata almizclada (Ondatra zibethicus) y de hábitos menos acuáticos, pese a que habita zonas pantanosas, ríos y sus inmediaciones.